# Баунт (озеро)
Ба́унт (бур. Баунт нуур) — пресноводное озеро на севере Бурятии, в Баунтовском эвенкийском районе.

## География
Площадь водного зеркала — 111 км². Площадь водосборного бассейна — 10300 км². Глубина — до 33 м. Длина озера от впадения Верхней Ципы до выхода из водоёма Нижней Ципы, с юго-запада на северо-восток, составляет 16,3 км. Максимальная ширина — около 9 км.
Расположено в западной части Баунтовской котловины. Из северо-восточной оконечности озера вытекает река Нижняя Ципа, рядом с истоком которой расположен посёлок Баунт и метеостанция. В 5,5 км южнее истока Нижней Ципы с востока в озеро впадает река Ципикан. На юго-западном берегу озера у подножья горы Большой Хаптон близ впадения реки Верхняя Ципа расположен посёлок Курорт Баунт.
Северо-западные и юго-восточные берега — высокие, на северо-западе скальные, обрывистые; в устье Верхней Ципы и в междуречье Нижней Ципы и Ципикана — заболоченные.

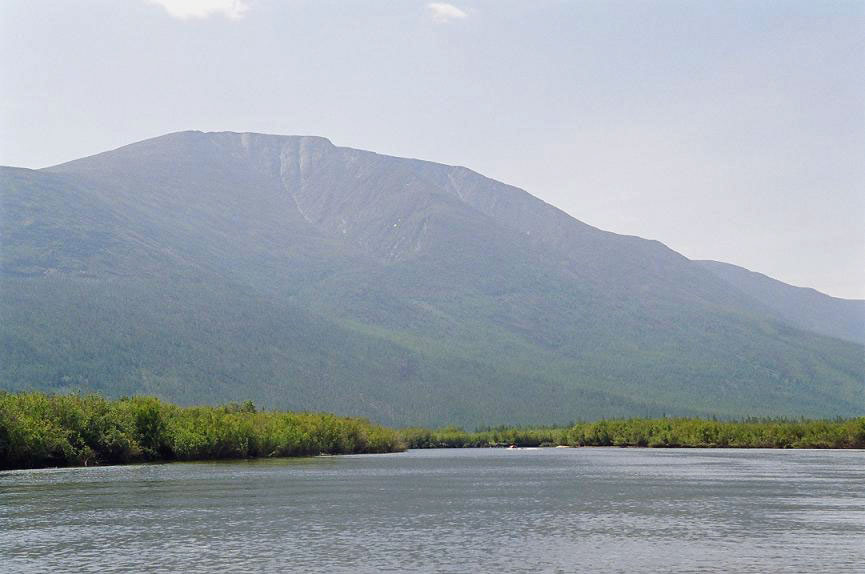
Пик Большой Хаптон к юго-западу от озера

В озере водятся свыше 20 видов рыб.

## История
В 2008 году в 3 км от истока реки Верхняя Ципа (более чем в 70 км к юго-западу от озера) были обнаружены остатки Баунтовского острога, поставленного русскими казаками в 1652 году.